# Billingen
Billingen er et bjerg i Västergötland, Sverige, og det største af de vestsvenske taffelbjerge. Limsten brugt til cementfremstilling, bliver brudt her. Bjerget, som befinder sig mellem de to store søer Vänern og Vättern, strækker sig i retningen fra nord til syd og har en længde på 23 km, en bredde på 11 km og en højde på 304 m over havet.
Det består af sedimentære bjergarter, som aflejredes under ældre palæozoikum (542 till 423 millioner år siden). Fra oven og nedefter er der: Et 40 meter tykt diabas-lag – hvilket forhindrede at det blev eroderet væk under den sidste istid – lag af skifer, limsten, alunskifer – som indeholder uran -, og sandsten.
Det var umiddelbart nord for Billingen, at den baltiske issø tømtes ud i Vesterhavet i perioden yngre dryas.
Billingen ligger i et populært naturområde med adskillige nærliggende hoteller og et årligt orienteringsløb bliver afholdt her. .